# فرونزه دولاتیان
فرونزه واغیناکی دُولاتیان (ارمنی: Ֆրունզե Վաղինակի Դովլաթյան؛ انگلیسی: Frunze Vaghinaki Dovlatyan؛ زاده ۲۶ مهٔ ۱۹۲۷ – درگذشته ۳۰ اوت ۱۹۹۷) یک بازیگر و کارگردان فیلم اهل ارمنستان بود.

## زندگی‌نامه
دولاتیان در دهه ۱۹۸۰ مدیریت استودیوی آرمن‌فیلم را برعهده داشت. وی در سن ۷۰ سالگی در ایروان درگذشت و در آرامستان مرکزی ایروان (توخماخ) به خاک سپرده شد.

## فیلمشناسی
- سلام، این منم! (۱۹۶۶)

## جوایز و افتخارات
وی همچنین برنده جوایزی همچون چهره هنری شایسته ارمنستان شوروی، جایزه استالین، جایزه هنرمند مردمی اتحاد جماهیر شوروی (۱۹۸۳) و جایزه دولتی ارمنستان شوروی شد.